# Василівка (Криворізька сільська громада)
Васи́лівка — село Криворізької сільської громади Покровського району Донецької області, Україна. Населення становить 74 особи.

## Історія.

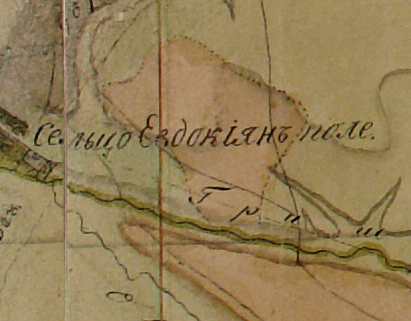
Василівка на карті складеної в 1790-х роках.

На мапі 1861 року позначено, що на місці нинішнього села знаходилося село Василівка з другою назвою Полежаєвка.
В кінці ХІХ сторіччя біля села Василівка купив собі землю меноніт Йоганн (Іван) Якович Вінс. За документами Гальбштадского волосного управління йому спочатку належали 1500 десятин землі. Згідно ж відомостями землеміра М.Грінера - вже 2650 десятин, а за списками П. Ремреля - 2700 десятин. Мабуть, збільшення земельних володінь обумовлено наступними покупками І.Я.Вінса.
Хутір Вінса знаходився на схилі балки Ларіна (Полежаєвський Яр).Тут були свої цегляний завод, олійниця, млин, тваринницькі приміщення і 4 ставки. Всього 14 будівель. Дата будівель - 1910 рік. Місцеві селяни називали його хутором Вінса. Чому землеміри, які проводили межування «приписали» його до села, яка перебувала в 6-7 кілометрах від хутора, сказати складно. Можливо, що приводом для цього послужили загальні межі земельних ділянок. Уже за радянських часів хутір отримав неофіційну назву Верхній Артема. Коли жителі хутора переселилися на нове місце, то назвали свій хутір ім'ям Артема (сучасне село Надія Добропільського району). На німецькій мапі 1941 року ще вказані два хутори Артема.
Станом на 1911 рік село Василівка входило до складу Гришинської волості.
У 1928 році в селі були створені три ТОЗи. У 1929 році селяни організували колгосп імені С.Будьоного. У 1951 році колгосп був об'єднаний з колгоспом імені В.І.Леніна,

## Відомі люди
- Янченко Андрій Васильович - засновник села.
- Вінс Йоганн Якович (1860-1918 рр.) - власник землі, на якій знаходиться теперішнє село.